# Alex Frame
Alex Frame (Christchurch, 18 de juny de 1993) és un ciclista de Nova Zelanda, especialista en pista. Actualment milita a l'equip JLT Condor. Del seu palmarès destaca la medalla d'or, en els Campionats del món de persecució per equips de 2015.

## Palmarès en pista
- 2015
  -  Campió del món en Persecució per equips, amb Pieter Bulling, Dylan Kennett, Regan Gough i Marc Ryan

## Palmarès en carretera
- 2016
  - Vencedor d'una etapa al Tour de Southland
- 2017
  - Vencedor de 2 etapes al New Zealand Cycle Classic
  - Vencedor de 2 etapes a la Istrian Spring Trophy
  - Vencedor d'una etapa al Tour de Loir i Cher